# Emblemataboek

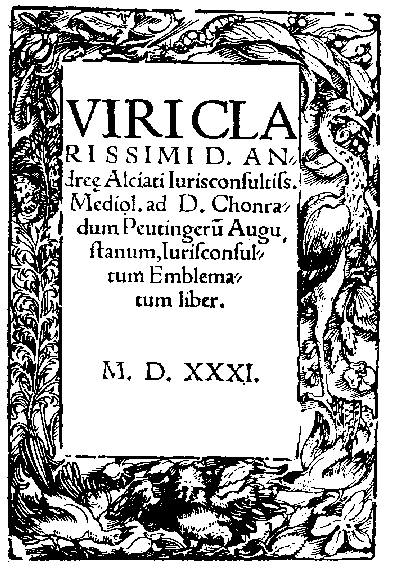
Titelpagina van het eerste emblemataboek Emblemata uit 1531 van Andrea Alciato

Een emblemataboek is een boek met emblemata. Dit genre werd ontwikkeld in Europa in de zestiende en zeventiende eeuw en werd met name in Nederland, België, Duitsland en Frankrijk populair. Een boek bestond uit zo'n honderd emblemata, een houtsnede of gravure begeleid met een spreuk of korte tekst. Zowel tekst als beeld brengen de lezer een morele les bij. De afbeeldingen werden meestal niet door de auteur van de tekst gemaakt.
Het boek Emblemata van Andrea Alciato wordt beschouwd als het eerste emblemataboek. Het werd in 1531 gepubliceerd door Heinrich Steyner in Augsburg.

## Nederland
In Nederland verschenen er in de zeventiende eeuw verschillende emblemataboeken. Zowel in het Nederlands (Emblemata Amatoria van P.C. Hooft) als in andere talen, soms in verschillende talen door elkaar (Devises et emblemes van Daniel de la Feuille). Het bekendste Nederlandse emblemataboek is heden ten dage Sinne- en minnebeelden van Jacob Cats. Door de morele lessen die het boek de lezers bijbracht, wordt Cats ook wel 'vadertje Cats' genoemd. 
Hieronder volgt een overzicht van in de zeventiende eeuw in Nederland gepubliceerde emblemataboeken:
- Quaeris quid sit amor (1601) van Daniël Heinsius
- Emblemata amatoria (1608) van Daniël Heinsius
- Amorum emblemata (1608) van Otto Vaenius
- Emblemata amatoria (1611) van P.C. Hooft
- Den gulden winckel (1613) van Joost van den Vondel
- Amoris divini emblemata (1615) van Otto Vaenius
- Atalanta fugiens (1617) van Michael Maier
- Thronus Cupidinis (1618) - bundel met bijdragen van Bredero, Roemer Visscher, Anna Visscher, Otto Vaenius, Vondel en P.C. Hooft
- Sinne- en minnebeelden (1618) van Jacob Cats
- Emblemata of zinne-werck (1624) van Johan de Brune
- Emblemata sacra de fide, spe, caritate (1624) van Guilielmus Hesius
- Amoris divini et humani antipathia (1628) - piratenversie
- Goddelycke wenschen (1629) van Justus de Harduwijn
- Jesus en de ziel (1678) van Jan Luyken
- Beginselen van Gods Koninkrijk (1689) van Pieter Huygen
- Devises et emblemes (1691) van Daniel de la Feuille
- Spiegel van het Menselyk Bedryf (1694) van Jan en Caspar Luyken
- Zinne-beelden der liefde (1703) van Willem den Elger
- Zegepraal der goddelyke liefde (1709) van Jan van Hoogstraten
- De goldlievende ziel (1724) van Jan Suderman